# Glenveagh National Park
Glenveagh National Park är en nationalpark i republiken Irland.   Den ligger i grevskapet County Donegal och provinsen Ulster, i den norra delen av landet, 220 km nordväst om huvudstaden Dublin. Glenveagh National Park ligger 368 meter över havet. Arean är 161 kvadratkilometer.